# Mathieu de Naurois
Pour les articles homonymes, voir Naurois.
Mathieu Jacobé de Naurois, né le 13 mars 1974 à Boulogne-Billancourt, est un physicien français.
Il est spécialiste d'astronomie gamma de très haute énergie, domaine à émergence duquel il a participé.

## Biographie
Ancien élève de l'École normale supérieure (promotion 1993), Mathieu Jacobé de Naurois a été recruté en 2001 comme chargé de recherche au Laboratoire de Physique Nucléaire et des Hautes Energies (LPNHE) des universités Sorbonne Université et Paris Diderot et de l’Institut national de physique nucléaire et de physique de particules (IN2P3) du Centre national de la recherche scientifique (CNRS).
En 2010, il a rejoint le Laboratoire Leprince-Ringuet de l’École polytechnique et de l'IN2P3 du CNRS. Il a été promu directeur de recherche en 2014. Responsable pour l'IN2P3 de l'expérience HESS en Namibie, il a assuré la direction de cette collaboration internationale de 2016 à 2019.
Il a participé à l'éclosion de l'astronomie gamma de très haute énergie par la technique dite Tcherenkov Atmosphérique au sein de la collaboration HESS, saluée par le Prix Descartes de la Commission Européenne en 2006 et le Prix Rossi de la Société Astronomique Américaine en 2010. Il a obtenu le prix du jeune physicien de la société européenne de physique, division physique des particules en 2005 et une médaille d'argent du CNRS en 2018. Il est membre de la Société philomathique de Paris depuis 2019. Il enseigne à l'École polytechnique depuis 2008.